# Czarnówczyn
Czarnówczyn – wieś w Polsce, położona w województwie kujawsko-pomorskim, w powiecie bydgoskim, w gminie Osielsko w sołectwie Osielsko.
W latach 1975–1998 miejscowość należała administracyjnie do województwa bydgoskiego. Miejscowość wchodzi w skład sołectwa Osielsko.
Na terenie wsi zlokalizowany jest nieczynny cmentarz ewangelicki.